# Trappistenkloster Escalonias
Das Trappistenkloster Las Escalonias (span. Monasterio Santa Maria de las Escalonias) ist seit 1994 ein spanisches Kloster der Trappisten in Hornachuelos, nahe Posadas (Spanien), Bistum Córdoba (Spanien).

## Geschichte
Mönche des Klosters La Oliva (Navarra) begannen 1986 am Fluss Guadalora, in der Region Valle Medio del Guadalquivir, 50 Kilometer westlich Córdoba, die Klostervorgründung Santa María de las Escalonias (von: Escallonia, „Andenstrauch“), die 1994 in eine offizielle Gründung überführt wurde. Das Kloster unterhält eine Orangenplantage von 6000 Bäumen. 2017 wurde das Kloster vom Generalkapitel zum Priorat erhoben. Der Generalabt das Trappistenordens Bernardus Peeters hob die Autonomie des Klosters Ende 2022 auf.
Obere:
- Francisco Sánches Alias (1986–1993), Superior
- Ventura Puigdomenech Boix  (1994–1997), Superior
- Enrique Trigueros  (1997–2000), Superior
- Jesús Sancho  (2000–2003), Superior
- Lisandro RodrÍguez Antunez (2003–2016), Superior
- Francisco Javier Urós Mirillo, (2017–2020), Prior
- Abdón de La Cruz Rodríguez (2021–2022), Titularprior
- Francisco Javier Urós Murillo (seit 2022), Superior und Monastischer Kommissar